# Costoanachis
Costoanachis là một chi ốc biển, là động vật thân mềm chân bụng sống ở biển trong họ Columbellidae.

## Các loài
Các loài trong chi Costoanachis gồm có:
- Costoanachis avara (Say, 1822)[2]
- Costoanachis carmelita Espinosa, Ortea & Fernadez-Garcés, 2007[3]
- Costoanachis cascabulloi Espinosa, Fernandez-Garcès & Ortea, 2004[4]
- Costoanachis dentilabia Lussi, 2009[5]
- Costoanachis floridana (Rehder, 1939)[6]
- Costoanachis hotessieriana (d’Orbigny, 1842)[7]
- Costoanachis lafresnayi (P. Fischer & Bernardi, 1857)[8]: đồng nghĩa của Cotonopsis lafresnayi (P. Fischer & Bernardi, 1857)
- Costoanachis rudyi Espinosa & Ortea, 2006[9]
- Costoanachis scutulata (Reeve, 1859)[10]
- Costoanachis semiplicata (Stearns, 1873)[11]
- Costoanachis similis (Ravenel, 1861)[12]
- Costoanachis sparsa (Reeve, 1859)[13]
- Costoanachis translirata (Ravenel, 1861)[14]
- Costoanachis valae Lussi, 2009[15]